# Eremiascincus brongersmai
Eremiascincus brongersmai — вид сцинкоподібних ящірок родини сцинкових (Scincidae). Ендемік Австралії. Вид названий на честь нідерландського герпетолога Лео Бронгерсми.

## Поширення і екологія
Eremiascincus brongersmai мешкають на північному заході регіону Кімберлі в Західній Австралії, від Калумбуру до річки Принц-Регент. Вони живуть у вологих мікросередовищах серед валунів і повалених дерев, на берегах струмків або у підніжжя скель.